# Finale UEFA Europske lige 2015.
Finale UEFA Europske lige 2015. bilo je šesto finale UEFA Europske lige, a igrano je na Nacionalnom stadionu u Varšavi, Poljska. Igrano je između FK Dnjipro i Sevilla F.C.